# Joachim Gießner

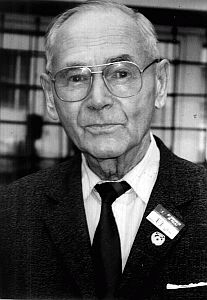
Joachim Gießner

Joachim Gießner (* 23. Dezember 1913 in Dresden; † 25. November 2003 in Trippstadt) war Eisenbahner im gehobenen nichttechnischen Dienst. Über die Grenzen Deutschlands hinaus wurde er weltweit bekannt durch sein Wirken in und für Esperanto.

## Beruf und Familie
Gießners berufliche Laufbahn begann im Mai 1933 als Reichsbahn-Inspektor-Anwärter im Bezirk Dresden. Seine erste Dienststelle war der Grenzübergangsbahnhof Franzensbad (Františkovy Lázně, 1936 bis 1938). Anschließend wirkte er bei der Reichsbahn in Dresden und Umgebung. Während des Zweiten Weltkrieges leistete er Eisenbahnbetriebsdienst in Frankreich und in Polen. Nach dem Krieg war er in der damaligen Oberbetriebsleitung West in Bielefeld tätig. Ab 1954 war er stellvertretender Dienststellenleiter im Hbf Braunschweig, ab 1960 Dienststellenleiter in Elze (Han) und von 1966 bis 1978 Bahnhofsvorsteher in Herzberg am Harz.
Gießner heiratete am 11. Juni 1938 in Dresden. Nach 34 Jahren als Herzberger Bürger zog das Ehepaar 2002 in ein Seniorenheim im Pfälzer Wald, wo Joachim Gießner ein Jahr später verstarb.

## Esperanto-Tätigkeit
Joachim Gießner kam 1950 über die Kulturgruppe Esperanto des Bahn-Sozialwerkes mit der Kunstsprache in Berührung und wurde deren Förderer und Anwender. Er gründete Esperantogruppen in Bielefeld, Braunschweig und Elze, sowie in Herzberg, wo er zum Urgestein der Esperantobewegung gehörte. Er half den Boden dafür zu bereiten, dass Herzberg seit dem 12. Juli 2006 den Namenszusatz die Esperanto-Stadt trägt.
Im Bahn-Sozialwerk (BSW) war Gießner von 1953 bis 2000 Hauptbeauftragter für Esperanto. Von 1956 bis 2002 war er Präsident der Deutschen Eisenbahner-Esperanto-Vereinigung (GEFA), und von 1968 bis 1990 Präsident der Internationalen Eisenbahner-Esperanto-Föderation (IFEF).
Er war der Meinung, dass Esperanto, wie jede andere Sprache, nicht nur der sprachlichen Verständigung dient, sondern auch großen kulturellen Wert hat.
Sein Beitrag zur Esperantokultur ist die praktizierte Völkerverständigung auf vielen deutschen und internationalen Kongressen der Eisenbahner-Esperantisten und die Übersetzung von Eisenbahn-Fachtexten und von über 400 Liedtexten ins Esperanto. Er hielt Fachvorträge und Sprachkurse und verfasste unter anderem ein Esperanto-Lehrbuch für Türken. Er entwickelte eine spezielle Methode, Texte aus allen Sprachen ins Esperanto zu übersetzen und nutzte dabei die Kontakte zu Esperantisten der jeweiligen Nationalsprache.
Erwähnenswert ist auch seine Übersetzung des Buches Die letzten Kinder von Schewenborn von Gudrun Pausewang. Das Buch handelt in der Zeit des Kalten Krieges von den Gefahren eines Atombomben-Abwurfes und wurde von Esperanto auch ins Chinesische übersetzt.
Früh knüpfte er schon Kontakte mit Esperanto sprechenden Eisenbahn-Kollegen in den damals noch sozialistischen Ländern, wo er auch mit deutlichen Worten nicht sparte. Seine Kontakte zahlten sich nach der Wende aus, als er Rumänien, Bulgarien, Tschechien und die Slowakei als neue Mitglieder für F.I.S.A.I.C. gewinnen konnte.

## Ehrungen
- 1970 Er erhält die Goldene Medaille des Internationalen Kultur- und Freizeitverbandes der Eisenbahner (F.I.S.A.I.C.).
- 1984 Die Bundesrepublik Deutschland verleiht ihm das Bundesverdienstkreuz am Bande.
- 1985 Er wird mit der Verdienstmedaille des Deutschen Esperanto-Bundes (DEB) ausgezeichnet.
- 1990 Er wird Ehrenpräsident der Internationalen Eisenbahner-Esperanto-Föderation (IFEF).
- 1995 Er wird Ehrenmitglied des Esperanto-Weltbundes (UEA).
- 2008 IFEF, die Stiftung BSW und die Stadt Herzberg errichten ihm ein Denkmal vor dem Bahnhof.
- 2013, zu seinem 100. Geburtstag, benannte die Esperanto-Stadt Herzberg am Harz, einen Weg nach ihm.
- Im Interkulturellen Zentrum Herzberg (ICH) erinnert eine ständige Ausstellung an ihn.